# Luis Salvador Jaramillo
Luis Salvador Jaramillo (Loja, Ecuador, 1955) es un escritor ecuatoriano, autor de novelas y cuentos de ficción fantástica, que han consolidado su voz dentro del panorama narrativo hispanoamericano.

## Biografía
Segundo de nueve hermanos, se graduó de ingeniero mecánico pero jamás ejerció esa profesión. Vivió en distintos rincones de su país y empezó a escribir tardíamente. En 2003, obtuvo el Premio Pablo Palacio con el cuento Última Llamada.  Posteriormente fue galardonado en la Binacional de la Lira y la Pluma por un conjunto de narraciones incluidas en el libro El sótano y otros cuentos. Empezó a escribir bajo el nombre de L. Salvador J., pero no fue sino tras la publicación de El cuervo decapitado que decidió firmar con su nombre verdadero.
En 2011, con El Antifaz de los Bristol, obtiene el segundo lugar en el certamen de novela Ángel Felicísimo Rojas, y dos años después, Lo que el diablo se olvidó de llevar, originalmente llamado El espantapájaros, sería premiado en el Concurso Nacional de Literatura Miguel Riofrío. En  2015 recibió la Primera Mención de Honor por Los territorios del lobo en el concurso literario Luis Félix López.
Según palabras del crítico español Carlos Ferrer: "En los libros de Luis Salvador Jaramillo hay un tembloroso e inesperado final para quebranto del lector. La alteridad, lo que fue, el cómo fue y lo que está por venir, nos abre la realidad para aquello que aún no tiene nombre. Su narrativa nos desliza no hacia la nada, sino hacia un terror preciosista atravesado por la esperanza de un feliz desenlace".
Radicado actualmente en Loja, Ecuador, está casado con Maritza Jaramillo, con la que ha procreado cinco hijos. Además de la producción literaria, ha ejercido el periodismo cultural como director de las revistas Suridea y Mediodía, órganos de difusión cultural de la  Casa de la Cultura Ecuatoriana, Núcleo de Loja. 

## Obra
La narrativa de Jaramillo conjuga con singular destreza lo ficticio y lo cotidiano en sus notas más precisas. Sus escenarios, a menudo grises y melancólicos, se ven tocados por destellos de color y belleza, creando un ambiente preciosista donde la vida se despliega entre el temblor y el misterio. En su literatura se percibe una espiritualidad discreta, que evitar el lenguaje obsceno y el sexo explícito, apostando por una profundidad serena. Algunos de sus cuentos han sido traducidos al inglés y francés, otros se han adaptado para teatro. Entre sus influencias más visibles se cuentan Pär Lagerkvist, Thomas de Quincey y Gabriel Miró.
Sus obras más destacadas: 
El amigo del novio, breve ensayo antropológico sobre el sacramento del matrimonio. Trabajo publicado en 2002.
En el secreto de los sueños, su primer libro de ficción fantástica, reeditado en varias ocasiones.
El sótano y otros cuentos, conjunto de relatos de largo y mediano aliento. El sótano, pieza central del libro, ha sido descrito por Jorge Dávila Vázquez como “un cuento largo, alucinante, de estructura compleja y lograda, en donde el drama y la poesía se conjugan dando origen a una fantasía literaria de primer orden”. Destacan también cuentos como Cipriano Fares, Valle silencioso y El árbol del Jardín de Victoria.
El antifaz de los Bristol, su primera novela, ambientada en Abilene, un pequeño pueblo del estado de Kansas, donde una familia forastera adquiere una granja marcada por lo sobrenatural.  
El espíritu del desierto, novela que explora los dilemas emocionales de la adolescencia. 
El cuervo decapitado, es un conjunto de narraciones separadas en tres cuerpos.  
Lo que el diablo se olvidó de llevar, colección de cuentos editada en 2011. 
Los territorios del lobo, relatos ambientados en la provincia de Loja.  
El huerto escondido, novela basada en la vida de san Francisco de Asís.  
La bestia tardía, novela policial futurista. 

### Ensayo
- 2002 - El amigo del novio

### Cuento
- 2003 - En el secreto de los sueños
- 2005 - El sótano y otros cuentos
- 2007 - El cuervo decapitado
- 2013 - Lo que el diablo se olvidó de llevar
- 2015 - Los territorios del lobo

### Novela
- 2012 - El Antifaz de los Bristol
- 2016 - El espíritu del desierto
- 2017 - El huerto escondido
- 2020 - La bestia tardía